# پیتر گونزالز
پیتر فدریکو گونزالز کارمونا (انگلیسی: Peter González؛ زادهٔ ۲۵ ژوئیهٔ ۲۰۰۲) بازیکن فوتبال است. در حال حاضر به عنوان وینگر برای باشگاه فوتبال رئال مادرید کاستیا بازی می‌کند. او در اسپانیا به دنیا آمد و یک ملی پوش جوان برای جمهوری دومینیکن است.

## دوران باشگاهی
پیتر محصول جوانان ختافه المپیکو و سیوداد ختافه است. پیتر در سال ۲۰۱۵ به آکادمی جوانان رئال مادرید پیوست. او اولین بازی حرفه‌ای خود را با رئال مادرید، در جریان پیروزی ۲–۱ در جریان مسابقات لالیگا، مقابل اتلتیک بیلبائو در ۲۲ دسامبر ۲۰۲۱ انجام داد.

## تیم ملی
او در اسپانیا توسط والدین دومینیکنی متولد شد. او نماینده تیم ملی فوتبال زیر ۱۵ سال جمهوری دومینیکن در مسابقات قهرمانی زیر ۱۵ سال کارائیب کونکاکاف با یک گل در ۳ بازی بود.